# XXX godina
XXX godina je dvojni album v živo skupine Prljavo kazalište, ki je izšel leta 2009 pri založbi Croatia Records. Album vsebuje posnetke s spektakularnega koncerta, ki ga je skupina izvedla ob 30. letnici svojega delovanja in ob otvoritvi zagrebške Arene. Koncerta se je udeležilo več kot 20.000 ljudi.
Poleg dvojnega albuma je izšel tudi video album na DVD-ju.

## Seznam skladb

### Disk 1
| Št. | Naslov                          | Dolžina |
| --- | ------------------------------- | ------- |
| 1.  | „Intro‟                         | 3:13    |
| 2.  | „Tajno ime‟                     | 3:48    |
| 3.  | „Pisma ljubavna‟                | 4:09    |
| 4.  | „Sve je lako kad si mlad‟       | 5:18    |
| 5.  | „Kao ja kad poludiš‟            | 4:46    |
| 6.  | „Kiše jesenje‟                  | 4:33    |
| 7.  | „Šteta što je...‟               | 4:18    |
| 8.  | „Ipak‟                          | 4:27    |
| 9.  | „Ma kog me boga za tebe pitaju‟ | 1:39    |
| 10. | „Oprostio mi Bog‟               | 1:28    |
| 11. | „Tu noć kad si se udavala‟      | 2:05    |
| 12. | „Na Badnje veče‟                | 1:15    |
| 13. | „Ako tražiš nekoga‟             | 6:14    |
| 14. | „Intro Heroj ulice‟             | 0:55    |
| 15. | „Heroj ulice‟                   | 7:17    |
| 16. | „Dan za danom‟                  | 1:57    |

### Disk 2
| Št. | Naslov                                                            | Dolžina |
| --- | ----------------------------------------------------------------- | ------- |
| 1.  | „Crno bijeli svijet‟ (z Davorinom Bogovićem in Marijanom Brkićem) | 3:21    |
| 2.  | „Da mogu ispočetka‟                                               | 4:25    |
| 3.  | „Korak po korak‟                                                  | 4:42    |
| 4.  | „El Klinjo‟                                                       | 4:31    |
| 5.  | „Lupi petama‟                                                     | 6:22    |
| 6.  | „Mojoj majci‟ (z Marijanom Brkićem)                               | 6:17    |
| 7.  | „Ne zovi mama doktora‟                                            | 3:59    |
| 8.  | „Previše suza u mom pivu‟                                         | 10:17   |
| 9.  | „Intro Mi pijemo‟                                                 | 3:35    |
| 10. | „Mi pijemo‟                                                       | 3:49    |
| 11. | „Marina‟                                                          | 7:28    |
| 12. | „Bis‟                                                             | 0:25    |
| 13. | „Radio Dubrava‟                                                   | 4:59    |
| 14. | „Subotom uvečer‟                                                  | 5:19    |

## DVD

### Seznam skladb
| Št. | Naslov | Dolžina |
| --- | --- | ------- |
| 1.  | „Intro‟ | 2:50    |
| 2.  | „Tajno ime‟ | 4:16    |
| 3.  | „Pisma ljubavna‟ | 4:09    |
| 4.  | „Sve je lako kad si mlad‟                                                                                                 | 5:20    |
| 5.  | „Kao ja kad poludiš‟ | 5:22    |
| 6.  | „Kiše jesenje‟ | 3:57    |
| 7.  | „Šteta što je...‟ | 4:32    |
| 8.  | „Ipak‟ | 4:33    |
| 9.  | „Medley: Ma kog me Boga za tebe pitaju - Oprostio mi Bog - Tu noć kad si se udavala - Na Badnje veče - Ako tražiš nekoga‟ | 14:37   |
| 10. | „Heroj ulice‟ | 7:32    |
| 11. | „Dan za danom‟ | 2:41    |
| 12. | „Crno bijeli svijet‟ | 3:38    |
| 13. | „Da mogu ispočetka‟ | 4:22    |
| 14. | „Korak Po Korak‟ | 4:44    |
| 15. | „El Klinjo‟ | 4:35    |
| 16. | „Lupi petama‟ | 6:18    |
| 17. | „Mojoj Majci‟ | 6:19    |
| 18. | „Ne zovi mama doktora‟ | 3:58    |
| 19. | „Previše suza u mom pivu‟                                                                                                 | 4:05    |
| 20. | „Mi pijemo‟ | 4:06    |
| 21. | „Marina‟ | 8:00    |
| 22. | „Radio Dubrava‟ | 4:56    |
| 23. | „Subotom Uvečer‟ | 4:38    |

## Zasedba

### Prljavo kazalište
- Jasenko Houra – kitara
- Tihomir Fileš – bobni
- Mario Zidar – kitara
- Mladen Bodalec – vokal
- Jurica Leikauff – klaviature
- Dubravko Vorih – bas kitara

### Gosta
- Davorin Bogović – vokal pri »Crno bijeli svijet«
- Marijan Brkić – kitara pri »Crno bijeli svijet« in »Mojoj majci«